# Loterijlanden
Loterijlanden is de naam van een natuurgebied in de Nederlandse provincie Noord-Holland. Het beslaat een polderlandschap van 24 ha groot, gelegen ten noordwesten van de stad Alkmaar. De Loterijlanden maken deel uit van het natuurgebied Bergermeerpolder, dat beheerd wordt door Natuurmonumenten.

## Geschiedenis

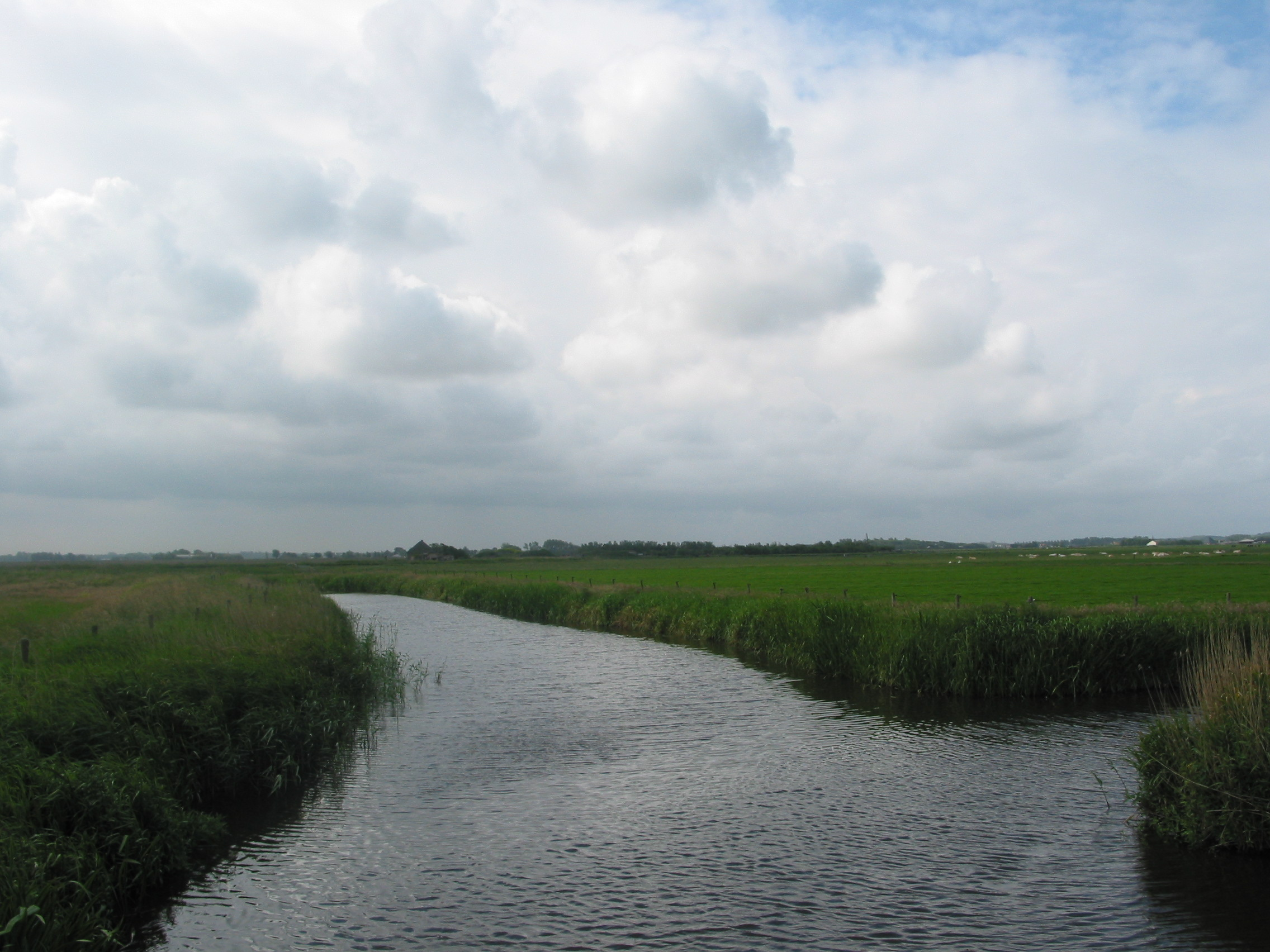
De Bergermeer

De Bergermeer was ooit een ondiep meer met moerassen en eilandjes. In de middeleeuwen is het drooggemaakt en verkaveld. Hierdoor ontstond de Bergermeerpolder die op gemiddeld een meter onder Normaal Amsterdams Peil lag. Het land was zo drassig dat er weinig belangstelling voor was. Daarom werd het gebruik elk jaar bij loting toegewezen aan arme boeren. Zo ontstond de naam Loterijlanden.

## Flora en fauna

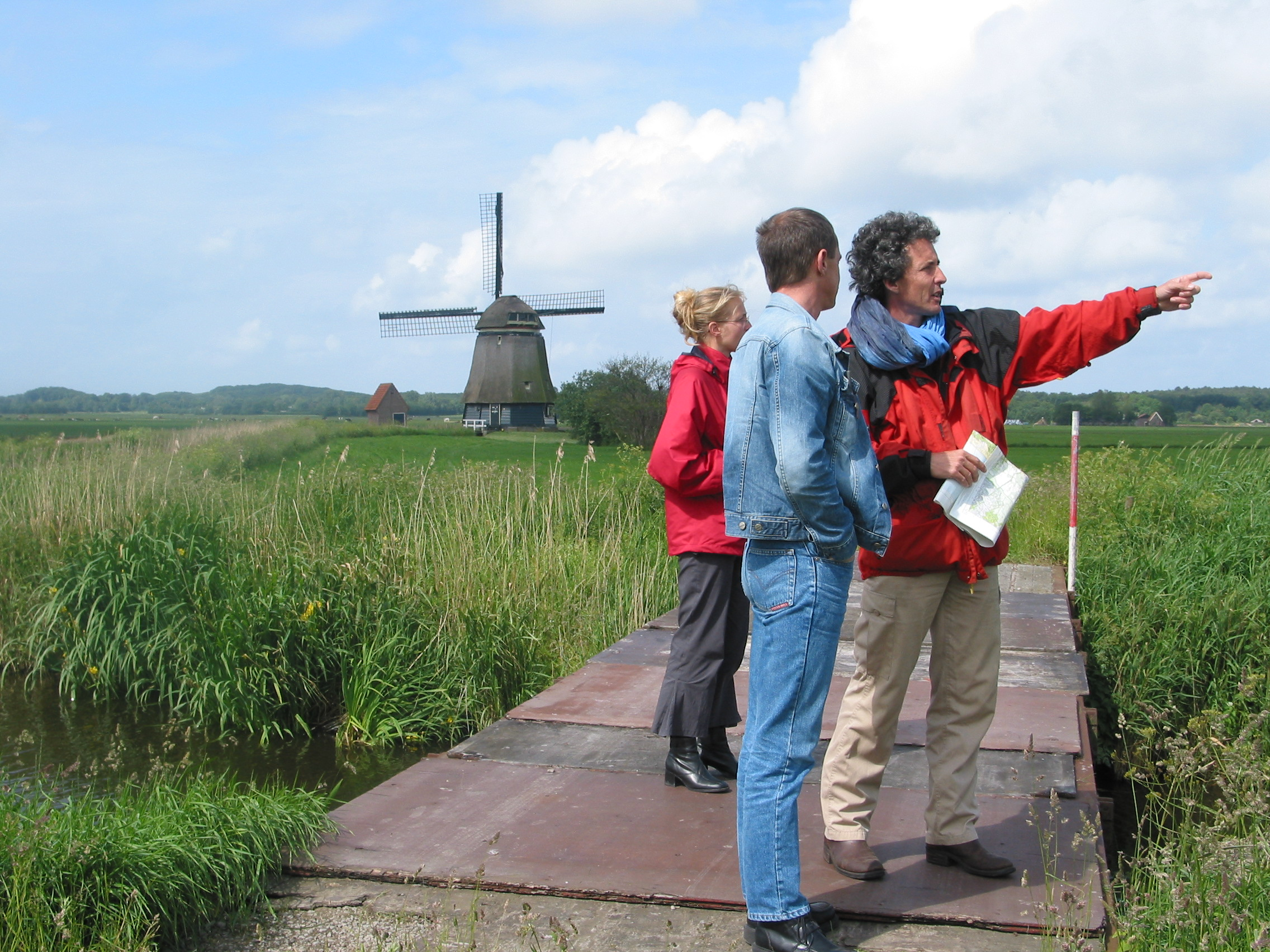
Planecologie in het veld bij de Bergermeer

De boeren gebruikten het land vooral voor de hooibouw, er werd weinig bemest. Hierdoor kreeg de bodem van het gebied een relatief lage trofiegraad. In combinatie met de vochtigheid leverde dat bloemrijke graslanden op met kruiden als echte koekoeksbloem, rietorchis en dotterbloem. Een aantal graslandpercelen wordt nog steeds jaarlijks gemaaid en gehooid. Hierdoor blijven de percelen bloemrijk en interessant voor weidevogels. In het voorjaar broeden hier de grutto, de kievit en de tureluur. Verder wordt het gebied bezocht door lepelaars die in het Zwanenwater broeden. Schotse hooglanders en schapen worden ingezet bij het beheer van de graslanden.

## Waterhuishouding
Het water in het gebied is relatief schoon en helder. Het komt via kwelbronnen en duinrellen rechtstreeks uit de duinen. Duinrellen zijn slootjes die gegraven zijn om overtollig water uit de duinen snel af te voeren.

## Beheer
Natuurmonumenten heeft natuurvriendelijke oevers en drie kleine dammen aangelegd om de variatie in het gebied te vergroten en begrazing mogelijk te maken. Bij het beheer wordt samengewerkt met de OSG Willem Blaeu uit Alkmaar. Deze school meet bijvoorbeeld regelmatig de waterkwaliteit in de sloten. Het plan is in de toekomst nog meer natuurlijke oevers aan te leggen.